# Bernard Williams (atleta)
Bernard Rollen Williams III (Baltimore, 19 de janeiro de 1978) é um ex-velocista campeão olímpico norte-americano.
Conseguiu uma bolsa de estudos para a Universidade da Flórida em 1998, quando integrava um programa de atletismo dessa universidade. Em sua primeira competição internacional, foi medalha de ouro nos 100 m dos Jogos Pan-americanos de 1999, em Winnipeg. Em Sydney 2000, junto com Maurice Greene, Jon Drummond e Brian Lewis, integrou o revezamento 4x100 m que foi campeão olímpico nestes Jogos.
No ano seguinte, além de uma medalha de prata individual nos 100 m (9s94), integrou o 4x100 m vencedor no Campeonato Mundial de Atletismo de Edmonton, no Canadá. Entretanto, as medalhas de ouro da equipe foram depois retiradas depois que um dos integrantes do revezamento, Tim Montgomery, testou positivo para esteróides anabolizantes.
Em Paris 2003, ele ficou em quinto nos 100 m e foi campeão mundial no revezamento 4x100 m. Em agosto de 2004, poucos dias antes dos Jogos Olímpicos de Atenas, Williams testou positivo para cannabis sativa, e apesar de advertido, teve permissão para competir nas Olimpíadas, de acordo com as regras vigentes da IAAF, onde conquistou a prata nos 200 metros rasos.